# 2MASS J12195156+3128497
SDSS J121951.45+312849.4 ist ein Brauner Zwerg im Sternbild Haar der Berenike. Er wurde 2006 von Kuenley Chiu et al. entdeckt und gehört der Spektralklasse L8 an.